# مسابقات جهانی ژیمناستیک ریتمیک ۱۹۹۳
مسابقات جهانی ژیمناستیک ریتمیک ۱۹۹۳ هفدهمین دوره مسابقات جهانی ژیمناستیک ریتمیک است که در آلیکانته، اسپانیا از ۴ تا ۷ نوامبر ۱۹۹۳ میلادی برگزار شده است.

## جدول مدال‌ها
| رتبه | کشور      | طلا | نقره | برنز | مجموع |
| ۱    | بلغارستان | ۵   | ۰    | ۲    | ۷     |
| ۲    | اوکراین   | ۱   | ۴    | ۴    | ۹     |
| ۳    | اسپانیا   | ۱   | ۱    | ۰    | ۲     |
| ۴    | بلاروس    | ۱   | ۰    | ۱    | ۲     |
| ۵    | روسیه     | ۰   | ۱    | ۳    | ۴     |